# 全国高等専門学校体育大会バレーボール選手権大会
全国高等専門学校バレーボール選手権大会（ぜんこくこうとうせんもんがっこうバレーボールせんしゅけんたいかい）とは、毎年8月に行われる高等専門学校（高専）のバレーボール部を対象とした全国大会。全国高等専門学校連合会のバレーボール競技専門部と、日本バレーボール協会が共催する。

## 歴代成績
| 回数 | 開催年 | 男子優勝チーム    | 女子優勝チーム      |
| ---- | ------ | ----------------- | ------------------- |
| 46   | 2011年 | 松江高専（5回目） | 阿南高専            |
| 47   | 2012年 | 香川高専高松      | 佐世保高専（7回目） |
| 48   | 2013年 | 香川高専高松      | 松江高専 （4回目）  |
| 49   | 2014年 | 松江高専（6回目） | 大島商船高専        |
| 50   | 2015年 | 松江高専（7回目） | 松江高専 （5回目）  |